# ديك وايت (لاعب كرة قاعدة)
ديك وايت (بالإنجليزية: Deke White)‏ هو لاعب كرة قاعدة أمريكي، ولد في 8 سبتمبر 1872 في ألباني في الولايات المتحدة، وتوفي بنفس المكان في 27 نوفمبر 1957.